# Apona styx
Apona styx är en fjärilsart som beskrevs av Bethune-Baker 1908. Apona styx ingår i släktet Apona och familjen Eupterotidae. Inga underarter finns listade i Catalogue of Life.